# Rąbity
Rąbity (deutsch Rombitten) ist eine Ortschaft in der Woiwodschaft Ermland-Masuren im nordöstlichen Polen. Der Ort gehört zur Gmina Zalewo im Powiat Iławski.
Rąbity liegt in der Moränenlandschaft des Oberlands, etwa vier Kilometer südöstlich von Zalewo.
Rombitten wurde vom Deutschen Orden als Hakenzinsdorf gegründet. Seit der frühen Neuzeit wurde es als Rittergut bewirtschaftet und hatte im 19. Jahrhundert den Status eines Gutsbezirks. Im Jahre 1874 wurde dieser dem Amtsbezirk Kuppen im Kreis Mohrungen unterstellt. Im Zuge einer Gebietsreform (Auflösung der Gutsbezirke in Preußen) wurde Rombitten im Jahre 1928 in die benachbarte Landgemeinde Sorbehnen eingemeindet. Die Verwaltungszugehörigkeit zu Gemeinde und Amtsbezirk blieb dann bis 1945 unverändert.
Nach der Eingliederung in den polnischen Staat wurde Rombitten in Rąbity umbenannt und der neugebildeten Gmina Zalewo zugeschlagen. Der Ort ist Sitz eines Schulzenamtes, zu dem noch Zatyki gehört.

## Söhne und Tochter der Ortschaft
- Elisabeth Lemke (1849–1925), Volkskundlerin[2]